# Hasta que la plata nos separe
Hasta que la plata nos separe é uma telenovela colombiana produzida e exibida pela RCN Televisión entre 22 de maio de 2006 e 11 de outubro de 2007. 
Escrita por Fernando Gaitán e dirigida por Sergio Osorio.
foi protagonizada por Marcela Carvajal e Victor Hugo Cabrera e antagonizada por Liliana Gonzalez e Gustavo Ángel.

## Elenco
- Victor Hugo Cabrera - Rafael Méndez Rengifo
- Marcela Carvajal - Alejandra Maldonado Ricaurte
- Gustavo Ángel - Rubén Valenzuela Sáenz
- Claudia Liliana González - Vicky Parra "La Pajarita"
- Carlos Benjumea - Ismael Dueñas "El Bebé"
- María Helena Doering - Rosaura Suárez de De la Peña
- Katherine Vélez - Isabel Duarte "La Generala"
- Ernesto Benjumea - Edgar Marino
- Lincoln Palomeque - Nelson Ospina "El Dandy"
- Joavany Alvarez - El Papeto".
- Ricardo Leguízamo - Efraín Álvarez "El Contacto"
- Martha Isabel Bolaños - Claudia Bermúdez
- Mario Ruiz - Germán Ramírez
- Carlos Serrato - Ramiro Jiménez
- Katherine Porto - Susana Rengifo
- Óscar Dueñas - Juanito Flórez "Trapito"
- Javier Gneco - Dr. Gabriel Bernal
- Constanza Duque - Rosario Maldonado
- Humberto Dorado - Jorge Maldonado
- Margalida Castro - Azucena
- Santiago Alarcón - Jaime Rincón
- Ana María Arango - Leonor Rengifo de Méndez
- Adriana Silva - Julieta Méndez
- César Mora - Don Gastón Parra
- Gustavo Angarita Jr - Franklin Parra
- Fernando Solórzano - Giovanni Parra

## Prêmios e indicações
| Prêmio                                    | Categoria                       | Indicado(s)           | Resultado |
| ----------------------------------------- | ------------------------------- | --------------------- | --------- |
| Concurso Nacional da Televisão Colombiana | Melhor telenovela               | Melhor telenovela     | Venceu    |
| Concurso Nacional da Televisão Colombiana | Melhor atriz principal          | Marcela Carvajal      | Venceu    |
| Concurso Nacional da Televisão Colombiana | Melhor ator principal           | Víctor Hugo Cabrera   | Indicado  |
| Concurso Nacional da Televisão Colombiana | Melhor ator coadjuvante         | Katherine Vélez       | Venceu    |
| Concurso Nacional da Televisão Colombiana | Revelação do ano                | Liliana González      | Indicado  |
| Concurso Nacional da Televisão Colombiana | Melhor diretor de telenovela    | Sergio Osorio         | Venceu    |
| Concurso Nacional da Televisão Colombiana | Melhor roteirista de telenovela | Fernando Gaitán       | Venceu    |
| Concurso Nacional da Televisão Colombiana | Melhor tema musical             | Andrés Cepeda         | Indicado  |
| Prêmio TVyNovelas                         | Melhor telenovela               | Melhor telenovela     | Venceu    |
| Prêmio TVyNovelas                         | Melhor atriz protagonista       | Marcela Carvajal      | Venceu    |
| Prêmio TVyNovelas                         | Melhor ator protagonista        | Víctor Hugo Cabrera   | Venceu    |
| Prêmio TVyNovelas                         | Melhor atriz antagonista        | Liliana González      | Venceu    |
| Prêmio TVyNovelas                         | Melhor ator antagonista         | Gustavo Ángel         | Indicado  |
| Prêmio TVyNovelas                         | Melhor atriz coadjuvante        | Katherine Porto       | Indicado  |
| Prêmio TVyNovelas                         | Melhor atriz coadjuvante        | Katherine Vélez       | Venceu    |
| Prêmio TVyNovelas                         | Melhor atriz coadjuvante        | Martha Isabel Bolaños | Indicado  |
| Prêmio TVyNovelas                         | Melhor ator coadjuvante         | Ernesto Benjumea      | Indicado  |
| Prêmio TVyNovelas                         | Melhor ator coadjuvante         | Lincoln Palomeque     | Venceu    |
| Prêmio TVyNovelas                         | Revelação do ano                | Santiago Alarcón      | Venceu    |
| Prêmio TVyNovelas                         | Melhor diretor                  | Sergio Osorio         | Venceu    |
| Prêmio TVyNovelas                         | Melhor roteirista               | Fernando Gaitán       | Venceu    |
| Prêmio TVyNovelas                         | Melhor tema musical             | Andrés Cepeda         | Indicado  |